# 小田美智子
小田美智子（日语：／ Oda Michiko，1975年2月9日—），日本女性前配音員。出身於大阪府。她畢業於青二塾大阪分校，後加入青二Production。身高159cm。A型血。

## 來歷
小田美智子在觀看電視動畫《機動戰士Z鋼彈》的最終回時，被「動畫的配音員可以演繹出現實生活中永遠不會發生、甚至在舞台上都無法表達的事情」這句話所震撼，並由此萌生了從事配音職業的想法。
在家鄉大阪，她進入了配音訓練學校青二塾大阪分校學習，並獲得了認可。畢業後，她前往東京，從青二Production的Jr.組出道。之後，她從Jr.組晉升為準所屬，並最終成為正式所屬。
當她的第一份工作與《機動戰士Z鋼彈》主役飛田展男共同演出時，她感到了一種命運的感覺。
1996年8月，她被選為《青澀寶貝》的綾崎若菜一角的6名早期招募演員之一，其他5人包括鈴木麻里子、米本千珠、豐嶋真千子、前田愛、滿仲由紀子。其中，她與同為關西地區出身的前田愛（前田來自兵庫縣神戶市）關係特別密切，兩人同年就讀於配音培訓學校。
1999年4月至2000年3月，在TBS電台主持《只有青澀之夜2》後，因結婚而離開青二Production，準備引退。之後，她繼續以自由身工作了一段時間，但隨著婚後生活的安定，她正式退出配音界。
之後，她與其他SG Girls成員一起客串了《青澀寶貝》姊妹作《Sentimental Prelude》。但由於只是客串，並非回歸，因此除非接到邀約，否則她不會從事配音工作，平時以全職主婦的身份生活。

## 人物
興趣：料理、柏青哥。她曾經早上去排隊玩柏青哥（據她所說）。特長：料理。她的社團活動是壘球。
她曾經逃課去買電子遊戲《勇者鬥惡龍》（據她所說）。
她之前並不知道《富士野生動物園》的廣告歌是由串田晃演唱的，一直以為是和田現子，但當她得知演唱者實際上是串田晃時，她大吃一驚（據她所說）。
她最喜歡的配音員是藤田淑子。
她的哥哥是大阪府警察局的一名警察（據她所說）。

## 演出
粗體字表示主要角色。

### 電視動畫
- 空想科學世界（1995年，雌馬、哭泣女性）
- 美少女戰士SuperS（1995年，女學生）
- 青澀寶貝（1998年，綾崎若菜）

### 遊戲
- 青澀寶貝（1998年1月22日，綾崎若菜）
- （1998年7月23日）
- 學園戰隊Sol Blast（日语：学園戦隊ソルブラスト）（1999年3月4日，二藤二美繪、桐生千鶴）
- 青澀寶貝2（日语：センチメンタルグラフティ2）（2000年7月27日，綾崎若菜）
- Sentimental Prelude（日语：センチメンタルプレリュード）（2004年10月28日，綾崎若菜）

### 廣播節目
- 青澀之夜（日语：センチメンタルナイト）（1997年1月6日—12月29日）
- 歸來的青澀之夜（日语：帰ってきたセンチメンタルナイト）（1998年4月7日—9月29日）
- 只有青澀之夜2（日语：センチメンタルナイト）（1999年4月—2000年3月）